# Mecynotarsus bison
Mecynotarsus bison là một loài bọ cánh cứng trong họ Anthicidae. Loài này được Olivier miêu tả khoa học năm 1811.